# Arrondissement Lyon
Das Arrondissement Lyon ist eine Verwaltungseinheit der Métropole de Lyon und eines Teils des Départements Rhône in der französischen Region Auvergne-Rhône-Alpes. Es besteht auf dem Département Rhône aus sechs Kantonen und 76 Gemeinden, auf dem Gebiet der Métropole de Lyon aus 58 Gemeinden. Die Métropole de Lyon besitzt keine Kantone. Hauptort (Präfektur) ist Lyon.

## Historische Entwicklung
Zum 1. Januar 2015 wurde das Arrondissement Lyon auf das Gebiet der Métropole de Lyon begrenzt und umfasste nur noch deren Gemeinden.
Zum 1. Februar 2017 wurde diese Maßnahme zurückgenommen.

## Kantone
Zum Arrondissement Lyon außerhalb der Métropole de Lyon gehören die Kantone
- Brignais
- Genas
- L’Arbresle (mit 14 von 26 Gemeinden)
- Mornant
- Saint-Symphorien-d’Ozon
- Vaugneray

## Gemeinden

### Métropole de Lyon
Das Arrondissement umfasst die folgenden Gemeinden innerhalb der Métropole de Lyon:
| 1. Albigny-sur-Saône (69003)         | 2. Bron (69029)                        | 3. Cailloux-sur-Fontaines (69033)  | 4. Caluire-et-Cuire (69034)           |
| 5. Champagne-au-Mont-d’Or (69040)    | 6. Charbonnières-les-Bains (69044)     | 7. Charly (69046)                  | 8. Chassieu (69271)                   |
| 9. Collonges-au-Mont-d’Or (69063)    | 10. Corbas (69273)                     | 11. Couzon-au-Mont-d’Or (69068)    | 12. Craponne (69069)                  |
| 13. Curis-au-Mont-d’Or (69071)       | 14. Dardilly (69072)                   | 15. Décines-Charpieu (69275)       | 16. Écully (69081)                    |
| 17. Feyzin (69276)                   | 18. Fleurieu-sur-Saône (69085)         | 19. Fontaines-Saint-Martin (69087) | 20. Fontaines-sur-Saône (69088)       |
| 21. Francheville (69089)             | 22. Genay (69278)                      | 23. Givors (69091)                 | 24. Grigny-sur-Rhône (69096)          |
| 25. Irigny (69100)                   | 26. Jonage (69279)                     | 27. Limonest (69116)               | 28. Lissieu (69117)                   |
| 29. Lyon (69123)                     | 30. Marcy-l’Étoile (69127)             | 31. Meyzieu (69282)                | 32. Mions (69283)                     |
| 33. Montanay (69284)                 | 34. La Mulatière (69142)               | 35. Neuville-sur-Saône (69143)     | 36. Oullins-Pierre-Bénite (69149)     |
| 37. Poleymieux-au-Mont-d’Or (69153)  | 38. Quincieux (69163)                  | 39. Rillieux-la-Pape (69286)       | 40. Rochetaillée-sur-Saône (69168)    |
| 41. Saint-Cyr-au-Mont-d’Or (69191)   | 42. Saint-Didier-au-Mont-d’Or (69194)  | 43. Saint-Fons (69199)             | 44. Saint-Genis-Laval (69204)         |
| 45. Saint-Genis-les-Ollières (69205) | 46. Saint-Germain-au-Mont-d’Or (69207) | 47. Saint-Priest (69290)           | 48. Saint-Romain-au-Mont-d’Or (69233) |
| 49. Sainte-Foy-lès-Lyon (69202)      | 50. Sathonay-Camp (69292)              | 51. Sathonay-Village (69293)       | 52. Solaize (69296)                   |
| 53. Tassin-la-Demi-Lune (69244)      | 54. La Tour-de-Salvagny (69250)        | 55. Vaulx-en-Velin (69256)         | 56. Vénissieux (69259)                |
| 57. Vernaison (69260)                | 58. Villeurbanne (69266)               |                                    |                                       |

### Département Rhône
Das Arrondissement umfasst die folgenden Gemeinden innerhalb des Départements Rhône:
| 1. Ampuis (69007)                    | 2. Aveize (69014)                      | 3. Beauvallon (69179)                   | 4. Brignais (69027)                 |
| 5. Brindas (69028)                   | 6. Brullioles (69030)                  | 7. Brussieu (69031)                     | 8. Chabanière (69228)               |
| 9. Chambost-Longessaigne (69038)     | 10. La Chapelle-sur-Coise (69042)      | 11. Chaponnay (69270)                   | 12. Chaponost (69043)               |
| 13. Chaussan (69051)                 | 14. Coise (69062)                      | 15. Colombier-Saugnieu (69299)          | 16. Communay (69272)                |
| 17. Condrieu (69064)                 | 18. Duerne (69078)                     | 19. Échalas (69080)                     | 20. Genas (69277)                   |
| 21. Grézieu-la-Varenne (69094)       | 22. Grézieu-le-Marché (69095)          | 23. Les Haies (69097)                   | 24. Les Halles (69098)              |
| 25. Haute-Rivoire (69099)            | 26. Jons (69280)                       | 27. Larajasse (69110)                   | 28. Loire-sur-Rhône (69118)         |
| 29. Longes (69119)                   | 30. Longessaigne (69120)               | 31. Marennes (69126)                    | 32. Messimy (69131)                 |
| 33. Meys (69132)                     | 34. Millery (69133)                    | 35. Montagny (69136)                    | 36. Montromant (69138)              |
| 37. Montrottier (69139)              | 38. Mornant (69141)                    | 39. Orliénas (69148)                    | 40. Pollionnay (69154)              |
| 41. Pomeys (69155)                   | 42. Pusignan (69285)                   | 43. Riverie (69166)                     | 44. Rontalon (69170)                |
| 45. Saint-André-la-Côte (69180)      | 46. Saint-Bonnet-de-Mure (69287)       | 47. Saint-Clément-les-Places (69187)    | 48. Saint-Cyr-sur-le-Rhône (69193)  |
| 49. Sainte-Catherine (69184)         | 50. Sainte-Colombe (69189)             | 51. Sainte-Consorce (69190)             | 52. Sainte-Foy-l’Argentière (69201) |
| 53. Saint-Genis-l’Argentière (69203) | 54. Saint-Laurent-d’Agny (69219)       | 55. Saint-Laurent-de-Chamousset (69220) | 56. Saint-Laurent-de-Mure (69288)   |
| 57. Saint-Martin-en-Haut (69227)     | 58. Saint-Pierre-de-Chandieu (69289)   | 59. Saint-Romain-en-Gal (69235)         | 60. Saint-Romain-en-Gier (69236)    |
| 61. Saint-Symphorien-d’Ozon (69291)  | 62. Saint-Symphorien-sur-Coise (69238) | 63. Sérézin-du-Rhône (69294)            | 64. Simandres (69295)               |
| 65. Soucieu-en-Jarrest (69176)       | 66. Souzy (69178)                      | 67. Taluyers (69241)                    | 68. Ternay (69297)                  |
| 69. Thurins (69249)                  | 70. Toussieu (69298)                   | 71. Trèves (69252)                      | 72. Tupin-et-Semons (69253)         |
| 73. Vaugneray (69255)                | 74. Villechenève (69263)               | 75. Vourles (69268)                     | 76. Yzeron (69269)                  |

## Ehemalige Gemeinden
- Bis 2023: Oullins, Pierre-Bénite
- Bis 2017: Chassagny, Saint-Andéol-le-Château, Saint-Jean-de-Touslas
- Bis 2016: Saint-Didier-sous-Riverie, Saint-Maurice-sur-Dargoire, Saint-Sorlin
- Bis 2014: Vaugneray, Saint-Laurent-de-Vaux